# Westpoint (Tilburg)
Westpoint is een wooncomplex in de Nederlandse stad Tilburg (provincie Noord-Brabant) met als meest opvallende deel een woontoren met een hoogte van ruim 140 meter. Daarmee stond het gebouw in 2022 op nummer 12 van hoogste woontorens van Nederland en was het de hoogste woontoren van Noord-Brabant. 
De toren, door de exploitant aangeduid als Westpoint Tower, telt 47 verdiepingen en 154 appartementen. Vastgebouwd is Westpoint Wing, een lager deel met commerciële ruimtes, parkeergarage en 54 appartementen op elf woonlagen. Anno 2010 zijn er huur- en koopwoningen; in de Tower lopen die in oppervlakte uiteen van 123 tot 308 m2, in de Wing van 110 tot 180 m2.
Het gebouw staat op de hoek van de Hart van Brabantlaan en Ringbaan West, ten westen van het stadscentrum. Op deze locatie stond eerder een gebouw dat eveneens Westpoint heette. Nadat dit gebouw, ondanks een ingrijpende verbouwing, grotendeels onverhuurd bleef werd het vervangen door het huidige gebouw.
Het nieuwe Westpoint werd in 2004 opgeleverd naar een ontwerp van Margriet Eugelink (Van Aken Architektuur). De fundering van de woontoren bestaat uit 256 betonnen palen met een doorsnede van 60 cm. De verticale en horizontale betonelementen van het rasterpatroon van de flat zijn door de beeldend kunstenaar Herman Kuijer van kleur voorzien. Gekleurde lichtbronnen zijn geplaatst tussen de verdiepingen.